# 福井晴敏
福井 晴敏（ふくい はるとし、1968年〈昭和43年〉11月15日 - ）は、日本の小説家・漫画原作者・脚本家。東京都墨田区生まれ。私立高輪高等学校卒業、千葉商科大学商経学部経済学科中退。
福井本人は2021年において、自身を「アニメ作家」であると発言している。詳しくは後述。

## 経歴

### 生い立ち
大学中退後、警備員として働きながら小説の執筆を進める。ただしこれは、あまりにも暇な警備員生活で何か面白いことはないかと考えて書き始めただけのもので、当初は小説家になるつもりは全くなかったという。最初に書いた小説は原稿用紙5,000枚を超える大作で、本人は「たかが7人程度が面白いと言ったからといって、それで小説家になれるわけではないのに、おだてられて結局出版社に小説を送ってみようと思った」と語っている。

### デビュー後
第一作『川の深さは』が第43回江戸川乱歩賞選考委員会で大きな話題となり、当時選考委員だった大沢在昌が特に絶賛して注目を集めたが、惜しくも落選（この年の受賞作は野沢尚の『破線のマリス』）。翌1998年、『Twelve Y. O.』で第44回江戸川乱歩賞を受賞した。この作品は、単作品として評価されるべき同賞への応募であるにもかかわらず、あえて前年度の『川の深さは』の続編として書かれている（ただし、『川の深さは』との関連は舞台設定程度）。これは、前年の『川の深さは』に対する大沢在昌の論評が「翌年も待っている」という趣旨であったためとも考えられる（この後福井と大沢の付き合いは続いており、福井は大沢の著作「標的走路」にサインを求めたこともあるという）。
その後『亡国のイージス』で第53回日本推理作家協会賞、日本冒険小説協会大賞と、2000年の大藪春彦賞を受賞、直木賞候補ともなった。2003年、『終戦のローレライ』で第23回吉川英治文学新人賞、日本冒険小説協会大賞を受賞した。2005年には『ローレライ』として『終戦のローレライ』が、続いて『戦国自衛隊1549』、『亡国のイージス』が相次いで映画化されこの3本が福井の代名詞となった。また、初の短編集『6ステイン』が直木賞候補になる。
お気に入りの映画は、『日本沈没』『新幹線大爆破』『太陽を盗んだ男』で、これは映画『ローレライ』の監督である樋口真嗣と一致している。

#### アニメーションスタッフとしての活動
※ この節の出典→
後述するガンダム作品を新規に書き下ろし、その中の一作である『機動戦士ガンダムUC』のアニメ化においてもスタッフとして深く関与して以降、アニメ作品のストーリー構成を担当する事が多くなっている。
2021年に公開された『宇宙戦艦ヤマト2205 新たなる旅立ち』におけるインタビューなどで、この点について問われた際には下記のような理由があると答えている。
- （後述するように福井は富野由悠季の小説にインスパイアされた事が小説を書き始めたキッカケだったこともあり）小説（を書くこと）自体がすごい好きという程では無く「小説と心中してもいいくらいの熱意は無かった」（本人談。以下同様）
- 30代以降から、「自分の小説は（つまるところ小説を書く事よりは好きな）映画で描きたいことをどう文芸的に構築していくかという作業をしていた」事に気付いた。
- (自身の原作による)実写映画は素材だけの提供に留まってしまったこともあり、細部のコントロールは現場スタッフに委ねられており自分が本来意図した想いと細部が異なっても正すのが難しいが、（自分の携わった）アニメではそういった点も全部（自分の思った通りに）コントロールできる（のが良い）。
- 「一人で深い穴を掘り続けるように小説を書くよりも、みんなで深い穴を掘るというアニメの制作スタイルが自分の性に合っていた」とのコメントもある。

また自分の好みや向き不向き以外に、21世紀初頭における小説業界の状況について一家言あり「文芸界の話題やニュースが、世間には1mmも届いていないし、伝わってもいない（状況だと認識しているので）小説家として、小説で世間に発信できることは少ないと実感してしまった」とのコメントもしている。

## 作品
『亡国のイージス』は、単行本で2段組、654ページ。文庫版は、上・下巻500ページを超える。『終戦のローレライ』も文庫版では全4冊にもなる。しかし福井本人は、分厚いと読者が手に取るのに抵抗があるので、短く書くことができれば、と思っているようである。
作中頻繁に登場する「DAIS（ダイス）」こと防衛庁情報局（ディフェンス・エージェンシー・インフォメーション・サービス）なる秘密組織は、実際には存在しない（防衛庁情報本部は実在する）。この組織は処女作『川の深さは』に初登場し、『Twelve Y. O.』『亡国のイージス』『6ステイン』『C-blossom case729』『op.ローズダスト』『人類資金』にも登場している。同様に福井作品お馴染みのものとして「GUSOH」という架空の兵器がある。また、ストーリーはいわゆるバディものが多い。
また、『亡国のイージス』や『戦国自衛隊1549』など、ほとんどの作品は自衛隊に関する専門用語が満載された小説である。このことについて福井自身は2005年に以下のようなことを語っている。
- 日本でどうやったらスペクタクル・アクションが作れるかというのが、以前から自分の命題だった。
- 端的に言えば映画『ダイ・ハード』のような低予算のアクション映画は日本でも頑張ればできるのではないかと考えたが、『ダイ・ハード』のような事件が起こった場合、警察はともかく自衛隊というのは出動できない（法律や制度によって制約がある）ことが分かり、では自衛隊が動けるという前提で物語を書こうと思った。
- 『亡国のイージス』を書いたとき（2000年）には、フィクションとしての「自衛隊」というテーマはそれほど重くなかったが、この5年間の時代や社会の変化でリアリティを帯びてきてしまった。今年（2005年）、自分の小説が3本立て続けに映画化されたことは時代と無縁ではないと思う。

文体は堅く、ストーリーもハードな作風が多い。しかし作者自身は「ばかばかしい文体でおふざけの凄い作品を書きたいという思いが強すぎて、真面目な自分とふざけた自分に多重人格化している」と発言しており、エッセイなどではかなりフランクな表現が目立つ。

## 富野由悠季から受けた影響
雑誌などで福井について取り上げられるとき、「大の『機動戦士ガンダム』ファン」「自他共に認めるガンダムマニア」などと書かれることがあるが、正確には「ガンダム」シリーズではなく、これらの多くを手がけた作家富野由悠季のファンであり、富野のインタビュー本の解説を書いたこともある。2人の関係は、出世作『Twelve Y. O.』が受賞した際に福井が富野にそれを献本したことから始まっており、「富野さんが言いたいことを小説で書くとこういうことだろう」というメッセージが込められていたようである。福井はNHKの番組『トップランナー』に出演した際も、富野への尊敬の意を表した。福井は初代ガンダムのブームの際に、テレビアニメでも当時大ヒットしていた総集編の映画でもなく、まず富野の書いた小説を読んで「富野ワールドに触れ、魅了された」と語っている。ちなみに、福井が富野アニメの中で一番好きなものは『伝説巨神イデオン』であり、小説で最も好きなものは『機動戦士ガンダム 閃光のハサウェイ』であるという。一方、富野自身は福井の結婚式の仲人を務めている。
福井は富野作品のノベライズもしており、それが『ターンエーガンダム』（改題『月に繭 地には果実』）である。これは福井自身「気合を入れて書いた本」であり、お気に入りのひとつだという。
また、単なる富野ファンに留まらず、自身の作品にも富野の演出方法を取り入れている。富野についてのムック本『富野由悠季 全仕事』によれば、デビュー前に自身の作品の人間ドラマの目標として、『閃光のハサウェイ』を意識していたという。
さらには、矢立肇、富野由悠季を原案とする小説『機動戦士ガンダムUC』を『ガンダムエース』で2007年から2009年にかけて連載した。これについては「俺がやらずに誰がやる」という心境であったらしい。同作は2010年から2014年にかけてOVA化され、順次劇場でイベント上映もされた。このアニメ版には、小説『UC』の著者である福井もストーリーとして参加している。
福井はインタビューにおいて、宇宙世紀作品では避けて通れないと言えるニュータイプ論に対する自身による解答と、『機動戦士ガンダムIII めぐりあい宇宙』のラストメッセージに対する答えを出すことが、作品のメインテーマであると語っている。
その後も、漫画『機動戦士ムーンガンダム』のストーリー、アニメ映画『機動戦士ガンダムNT』の脚本を手がけている。
ほか、皆川ゆか『評伝 シャア・アズナブル』のコメントの中で、「龍馬にではなくシャアに学べ」や、シャアという人物を「自意識過剰でマザコン」「自分しか愛せなかった男」と評し、反面教師としなければならないと語っている。『電撃ホビーマガジン』では「フクイ軍曹の目指せ!トップガン!」で「フクイ軍曹」として登場し、ガンダムシリーズに登場するモビルスーツやモビルアーマーなどの兵器に乗っている。

## 作品リスト

### 小説
- Twelve Y. O.（講談社、1998年/講談社文庫、2001年）
- 亡国のイージス（講談社、1999年/講談社文庫、2002年）
- ターンエーガンダム（角川春樹事務所［ハルキノベルス］〈上・下〉、2000年）（原案：矢立肇、富野由悠季）
  - 改題 月に繭 地には果実（幻冬舎［幻冬舎文庫］〈上・中・下〉、2001年/単行本版、2005年）
  - 改題 ∀ガンダム--月に繭 地には果実（講談社［講談社BOX］〈上・下〉、2007年）
- 川の深さは（講談社、2000年/講談社文庫、2003年）
- 終戦のローレライ（講談社、2002年/講談社文庫、2005年）
- 6ステイン（講談社、2004年/講談社文庫、2007年）
- 戦国自衛隊1549（角川書店、2005年/角川文庫、2009年）（原案：半村良）
- Op.ローズダスト（文藝春秋、2006年/文春文庫、2009年）
- 平成関東大震災-いつか来るとは知っていたが今日来るとは思わなかった-（講談社、2007年）
- 機動戦士ガンダムUC（角川書店、2007年 - 2009年,2016年/角川文庫・角川スニーカー文庫、2010年 - 2011年（原案：矢立肇、富野由悠季）
- 震災後（小学館、2011年）
- 人類資金（講談社文庫、2013年～15年）

#### 未発表作品
- 敗者達の黙示録（未完成）
- 壊点 ポイント・ブレイク

これら2作品は「DAIS（ダイス）」の原型のような組織や、他作品中で語られている「920」という工作員が主役として登場している。『敗者達の黙示録』は、福井曰く「福井晴敏のネタ帳」「書ききっていたら創作活動をやめていたかもしれない」らしい。ちなみに『敗者達の黙示録』は『HOW TO BUILD 福井晴敏』にダイジェスト版が掲載されている。

### エッセイ集
- テアトル東向島アカデミー賞（集英社文庫、2007年）

### 漫画（原作など）
- 亡国のイージス（作画：中村嘉宏、『コミックバウンド』第1 - 4号まで連載、第5号で雑誌が休刊したため打ち切り、未単行本化）
- 亡国のイージス（作画：横山仁、『モーニング』連載、講談社刊）
- C-blossom case729（作画：霜月かよ子、講談社、2005年/講談社文庫、2007年）
  - 『6ステイン』の「920を待ちながら」の後日談であり、『亡国のイージス』の前日談
- 柳花--ユファの大地（作画：木根ヲサム、『Comicリュウ』2007年5月号にて連載中止、徳間書店刊）
- 戦国自衛隊1549（作画：ArkPerformance、『少年エース』連載、角川書店刊）
- 終戦のローレライ（作画：虎哉孝征、脚色：長崎尚志、『月刊アフタヌーン』連載、講談社刊）
- 機動戦士ガンダムUC バンデシネ（ストーリー：福井晴敏、作画：大森倖三、『ガンダムエース』連載、角川書店刊）
- 機動戦士ガンダムUC 虹にのれなかった男（シナリオ：福井晴敏、作画：葛木ヒヨン、『ニュータイプエース』連載、角川書店刊）
- 機動戦士ムーンガンダム（ストーリー：福井晴敏、作画：虎哉孝征、『ガンダムエース』連載、角川書店刊）

### その他参加作品
- 真夏のオリオン（2009年 脚色）
- 機動戦士ガンダムUC（2010年 - 2014年 ストーリー）
- GUNDAM LIVE ENTERTAINMENT 赤の肖像〜シャア、そしてフロンタルへ〜（2011年 脚本・構成）
- コール オブ デューティ モダン・ウォーフェア3（2011年、字幕監修）
- キャプテンハーロック -SPACE PIRATE CAPTAIN HARLOCK-（2013年、脚本・脚色）
- 宇宙戦艦ヤマト2202 愛の戦士たち（シリーズ構成・脚本）
- 機動戦士ガンダムユニコーン RE:0096（2016年、ストーリー）
- 機動戦士ガンダムNT（2018年、脚本）
- 空母いぶき（2019年、企画）
- 機動戦士ガンダム 光る命 Chronicle U.C.（2019年 構成・脚本）
- 宇宙戦艦ヤマト2205 新たなる旅立ち（2021年、脚本）
- ヤマトよ永遠に REBEL3199（2024年、総監督・シリーズ構成・脚本）

## 出演作品
- 日本沈没（2006年） - 小野寺の実家の従業員役